# 53250 Beucher
53250 Beucher este o planetă minoră (asteroid) din centura de asteroizi. A fost descoperită pe 20 februarie 1999 la Goodricke-Pigott Observatory⁠(d) de Roy A. Tucker⁠(d). 
Obiectul prezintă o orbită caracterizată de o semiaxă mare de 2,8267562720898 UAi, o excentricitate de 0,02, o înclinație de 1,4 ° în raport cu ecliptica.